# Тријебине
Тријебине је насеље у Србији у општини Сјеница у Златиборском округу. Према попису из 2022. било је 336 становника (према попису из 1991. било је 596 становника).

## Демографија
У насељу Тријебине живи 314 пунолетних становника, а просечна старост становништва износи 37,7 година (37,7 код мушкараца и 37,6 код жена). У насељу има 100 домаћинстава, а просечан број чланова по домаћинству је 3,97.
Ово насеље је углавном насељено Бошњацима (према попису из 2002. године).
|  |

| Демографија | Демографија | Демографија |
| Година      | Становника  | Становника  |
| ----------- | ----------- | ----------- |
| 1948.       | 1.219       |             |
| 1953.       | 1.445       |             |
| 1961.       | 1.260       |             |
| 1971.       | 1.139       |             |
| 1981.       | 1.000       |             |
| 1991.       | 596         | 572         |
| 2002.       | 397         | 560         |

| Етнички састав према попису из 2002.‍ | Етнички састав према попису из 2002.‍ | Етнички састав према попису из 2002.‍ | Етнички састав према попису из 2002.‍ | Етнички састав према попису из 2002.‍ |
| ------------------------------------ | ------------------------------------ | ------------------------------------ | ------------------------------------ | ------------------------------------ |
|                                      |                                      |                                      |                                      |                                      |
| Бошњаци                              | Бошњаци                              |                                      | 341                                  | 85,89%                               |
| Срби                                 | Срби                                 |                                      | 33                                   | 8,31%                                |
| Муслимани                            | Муслимани                            |                                      | 21                                   | 5,28%                                |
| Црногорци                            | Црногорци                            |                                      | 1                                    | 0,25%                                |
| Украјинци                            | Украјинци                            |                                      | 1                                    | 0,25%                                |
| непознато                            | непознато                            |                                      | 0                                    | 0,0%                                 |

| Година пописа     | 1948. | 1953. | 1961. | 1971. | 1981. | 1991. | 2002. |
| ----------------- | ----- | ----- | ----- | ----- | ----- | ----- | ----- |
| Број домаћинстава | 193   | 202   | 194   | 192   | 170   | 135   | 100   |

| Број чланова      | 1  | 2  | 3  | 4  | 5  | 6  | 7 | 8 | 9 | 10 и више | Просек |
| ----------------- | -- | -- | -- | -- | -- | -- | - | - | - | --------- | ------ |
| Број домаћинстава | 13 | 18 | 14 | 12 | 17 | 15 | 7 | 2 | 2 | 0         | 3,97   |

| Пол    | Укупно | Неожењен/Неудата | Ожењен/Удата | Удовац/Удовица | Разведен/Разведена | Непознато |
| ------ | ------ | ---------------- | ------------ | -------------- | ------------------ | --------- |
| Мушки  | 165    | 59               | 96           | 7              | 2                  | 1         |
| Женски | 163    | 44               | 95           | 22             | 2                  | 0         |
| УКУПНО | 328    | 103              | 191          | 29             | 4                  | 1         |

| Пол    | Укупно                    | Пољопривреда, лов и шумарство | Рибарство                            | Вађење руде и камена | Прерађивачка индустрија       |
| ------ | ------------------------- | ----------------------------- | ------------------------------------ | -------------------- | ----------------------------- |
| Мушки  | 104                       | 89                            | 0                                    | 1                    | 4                             |
| Женски | 60                        | 43                            | 0                                    | 0                    | 13                            |
| УКУПНО | 164                       | 132                           | 0                                    | 1                    | 17                            |
| Пол    | Производња и снабдевање   | Грађевинарство                | Трговина                             | Хотели и ресторани   | Саобраћај, складиштење и везе |
| Мушки  | 0                         | 2                             | 1                                    | 0                    | 1                             |
| Женски | 0                         | 0                             | 0                                    | 0                    | 0                             |
| УКУПНО | 0                         | 2                             | 1                                    | 0                    | 1                             |
| Пол    | Финансијско посредовање   | Некретнине                    | Државна управа и одбрана             | Образовање           | Здравствени и социјални рад   |
| Мушки  | 0                         | 0                             | 3                                    | 3                    | 0                             |
| Женски | 0                         | 0                             | 0                                    | 3                    | 0                             |
| УКУПНО | 0                         | 0                             | 3                                    | 6                    | 0                             |
| Пол    | Остале услужне активности | Приватна домаћинства          | Екстериторијалне организације и тела | Непознато            | Непознато                     |
| Мушки  | 0                         | 0                             | 0                                    | 0                    | 0                             |
| Женски | 0                         | 0                             | 0                                    | 1                    | 1                             |
| УКУПНО | 0                         | 0                             | 0                                    | 1                    | 1                             |